# 梅田盛庸
梅田 盛庸（うめだ もりつね、? - 宝暦6年12月23日（1757年2月11日））は、江戸時代中期の薩摩藩の藩士。諱は盛庸。通称は勘兵衛、のち杢兵衛。梅田治繁の子。家格小番。石高200石。薩摩藩での槍術本心鏡智流師範。父より鏡智流槍術を相伝する。
目附、納戸役人、御守殿添御用立、大坂留守居を勤める。宝暦6年（1756年）10月の「嶋津家分限帳」の「大坂留守居・200石　梅田杢兵衛」は盛庸の事である。なお、将軍徳川家重の嫡子竹千代が徳川家治と称してからは通字を「治」から「盛」とする。

## 年譜
- 宝暦元年（1751年）：目附に就任。
- 宝暦2年（1752年）：5月に納戸役人となり、10月に御守殿添御用立となる。
- 宝暦6年（1756年）6月に大阪留守居となる。しかし同年12月23日に死去。墓は父と同じ曹洞宗松原山南林寺の墓地にあった。「称名墓誌」では法号はなかったという。

## 系譜
- 父：梅田治繁
- 母：不詳
- 妻：不詳
- 男子：梅田盛住 - 通称は九左衛門。父の家督及び本心鏡智流槍術を継ぐが、宝暦8年（1758年）2月28日に死去。
- 男子：梅田盛香 - 兄の跡を継ぐ